# Valentín Tarakánov
Valentín Tarakánov –en ruso, Валенти́н Тарака́нов– es un deportista soviético que compitió en judo. Ganó una medalla de plata en el Campeonato Europeo de Judo de 1980, en la categoría de –65 kg.

## Palmarés internacional
| Campeonato Europeo | Campeonato Europeo | Campeonato Europeo | Campeonato Europeo |
| Año                | Lugar              | Medalla            | Categoría          |
| ------------------ | ------------------ | ------------------ | ------------------ |
| 1980               | Viena (Austria)    | Medalla de plata   | –65 kg             |